# (2525) O’Steen
(2525) O’Steen (1981 VG; 1931 XO; 1936 RL; 1939 DA; 1953 RB1; 1953 TO; 1959 UO; 1965 UM2; 1975 RJ; 1977 BN; 1988 BJ3) ist ein ungefähr 30 Kilometer großer Asteroid des äußeren Hauptgürtels, der am 2. November 1981 vom US-amerikanischen Astronomen Brian A. Skiff am Lowell-Observatorium, Anderson Mesa Station (Anderson Mesa) in der Nähe von Flagstaff, Arizona (IAU-Code 688) entdeckt wurde. Er gehört zur Themis-Familie, einer Gruppe von Asteroiden, die nach (24) Themis benannt ist.

## Benennung
(2525) O’Steen wurde nach der Mutter des Entdeckers Brian A. Skiff, Mary Elizabeth O’Steen Skiff, benannt.